# فرناندو أندريو
فرناندو أندريو (بالإسبانية: Fernando Andreu Merelles) هو قاضي إسباني، ولد في القرن العشرين.